# Alejo II
Alejo II (en ruso: Алексий, romanización Aleksi) o Alexis II (en ruso: Алексей, romanización Alekséi), (23 de febrero de 1929, Tallin - 5 de diciembre de 2008, Moscú), fue el 15.° Patriarca de Moscú y toda Rusia y por tanto, máximo líder de la Iglesia ortodoxa rusa. Fue elegido como Patriarca ocho meses antes de la disolución de la Unión Soviética, siendo el primer Patriarca en la Rusia posterior.

## Biografía

### Origen
Nace en 1929 en la capital de Estonia. Su nombre civil completo es Alekséi Mijáilovich Rüdiger, aunque cambió su apellido Rüdiger de origen alemán-báltico por Ridiger. Era más directamente descendiente de una familia rusa de religión cristiana ortodoxa, su padre era sacerdote, además de un pueblo alemán asentado en el Imperio ruso y de origen noble: los von Rüdiger. Su padre era sacerdote de la iglesia ortodoxa. Además de aprender ruso, por su origen familiar, domina el alemán y el estonio.
En 1949, estudia teología y un año después se gradua en el Seminario Espiritual de Leningrado. Es ordenado sacerdote el 15 de abril de 1950 por el obispo de Leningrado y destinado a Estonia. Al producirse la muerte de su madre en 1959, decide formar parte de la iglesia. 
El 14 de agosto de 1961, es electo como obispo de Tallin y toda Estonia.
El 23 de junio de 1964, es promovido a arzobispo  y gerente del Patriarcado de Moscú. El 25 de febrero de 1968, a la edad de 39 años, pasa a ser obispo metropolitano. 
El 17 de diciembre de 1985, el metropolitano Alejo envía una carta al entonces secretario general del Comité Central del Partido Comunista de la Unión Soviética, Mijaíl Gorbachov, en la cual se pronuncia por la reestructuración de las relaciones entre la Iglesia y el Estado y el cese de la injerencia del Estado en los asuntos internos de la Iglesia. La carta del metropolitano no fue bien acogida por el mandatario soviético y lo alejaron de Moscú para enviarlo a Leningrado.

### Patriarcado
A raíz de la muerte del Patriarca Pimen I en 1990, Alejo es elegido como líder de la Iglesia ortodoxa rusa. El 10 de junio de 1990, se efectúa la ceremonia de entronización de Alejo II que se convierte en el primer Patriarca de Moscú en incluir un número dentro de su nombre. Es el primer patriarca desde la Revolución rusa que es elegido por la jerarquía eclesiástica y no por un gobierno o un partido político. 
Su elección se produce en un período de debilitamiento del control del Estado sobre la Iglesia cuando se estaba dando marcha atrás a la política ateísta del Estado y se llevaban a cabo los festejos por los mil años de la cristianización de la Rus de Kiev. Esta reversión fue posible gracias al proceso de reformas conocido como perestroika. Incluso llegó a ser diputado de la URSS entre 1989 y 1991.
A pesar de su avanzada edad, el Patriarca Alejo II gozaba de buena salud y llevaba a cabo una activa vida pública. Con frecuencia comparecía en la televisión rusa, efectuando reuniones con políticos y expresando sus opiniones. 
La residencia estival del Patriarca estaba ubicada en Peredélkino, a las afueras de Moscú e incluye una iglesia de 350 años y que fuera recientemente restaurada, un museo y una casa de tres pisos. Contaba además con una residencia de invierno y un apartamento en el centro de Moscú. Ambas residencias las empleaba también como oficinas. Se trasladaba en un coche blindado, escoltado por agentes federales. Por su condición de monje ortodoxo, a Alejo II no le estaba permitida ninguna posesión por lo que dichos bienes pertenecían formalmente al Patriarcado de Moscú.

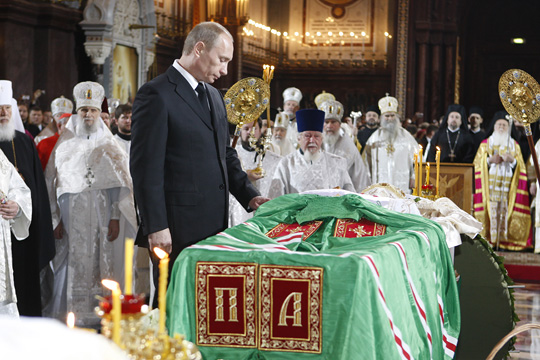
Funeral de Alejo II en Moscú, a la izquierda, el presidente Putin.

Falleció con 79 años y tras 18 años de patriarcado, el 5 de diciembre de 2008 en su residencia de Peredélkino a causa de una ataque al corazón. El 9 de diciembre se llevó a cabo el funeral, que fue presidido por el Patriarca Ecuménico Bartolomé I y el Metropolitano Cirilo en la Catedral de Cristo Salvador de Moscú. Fue enterrado en la Catedral de la Epifanía de Moscú. A la ceremonia de entierro asistieron los presidentes de Rusia, Serbia, Moldavia, Abjasia, Osetia del Sur, Bielorrusia, Armenia y el vicepresidente de Bulgaria, además de decenas de miles de ciudadanos. El presidente Vladímir Putin declaró: "la muerte del patriarca es un acontecimiento sumamente trágico".

## Resurgir de la iglesia ortodoxa durante el Patriarcado
Bajo su patriarcado, la iglesia rusa recuperó cierto estatus y derechos. Obtuvo la devolución y reconstrucción de un ingente patrimonio de catedrales, iglesias (más de 15.000) o monasterios. Se volvió a permitir su presencia en hospitales, escuelas, residencias de ancianos, en las Fuerzas Armadas de Rusia o en prisiones. Se calcula al final de su patriarcado dos tercios de los que se declaran creyentes son practicantes.
Recuperó y consiguió tener muy buenas relaciones con el gobierno ruso. Por ejemplo, la Catedral de Cristo Salvador de Moscú, dinamitado por Stalin, fue reconstruida desde los cimientos rápidamente y convertida en la principal catedral del país y el mayor templo ortodoxo del mundo con 103 metros de altura. Durante la crisis constitucional rusa de 1993 con el gobierno del presidente Borís Yeltsin, el Patriarca se ofreció como mediador entre gobierno y oposición. También medió en los conflictos del Alto Karabaj, Transnistria, en Oriente Próximo y fue muy crítico con la secesión y el abandono de la comunidad ortodoxa de Kosovo.

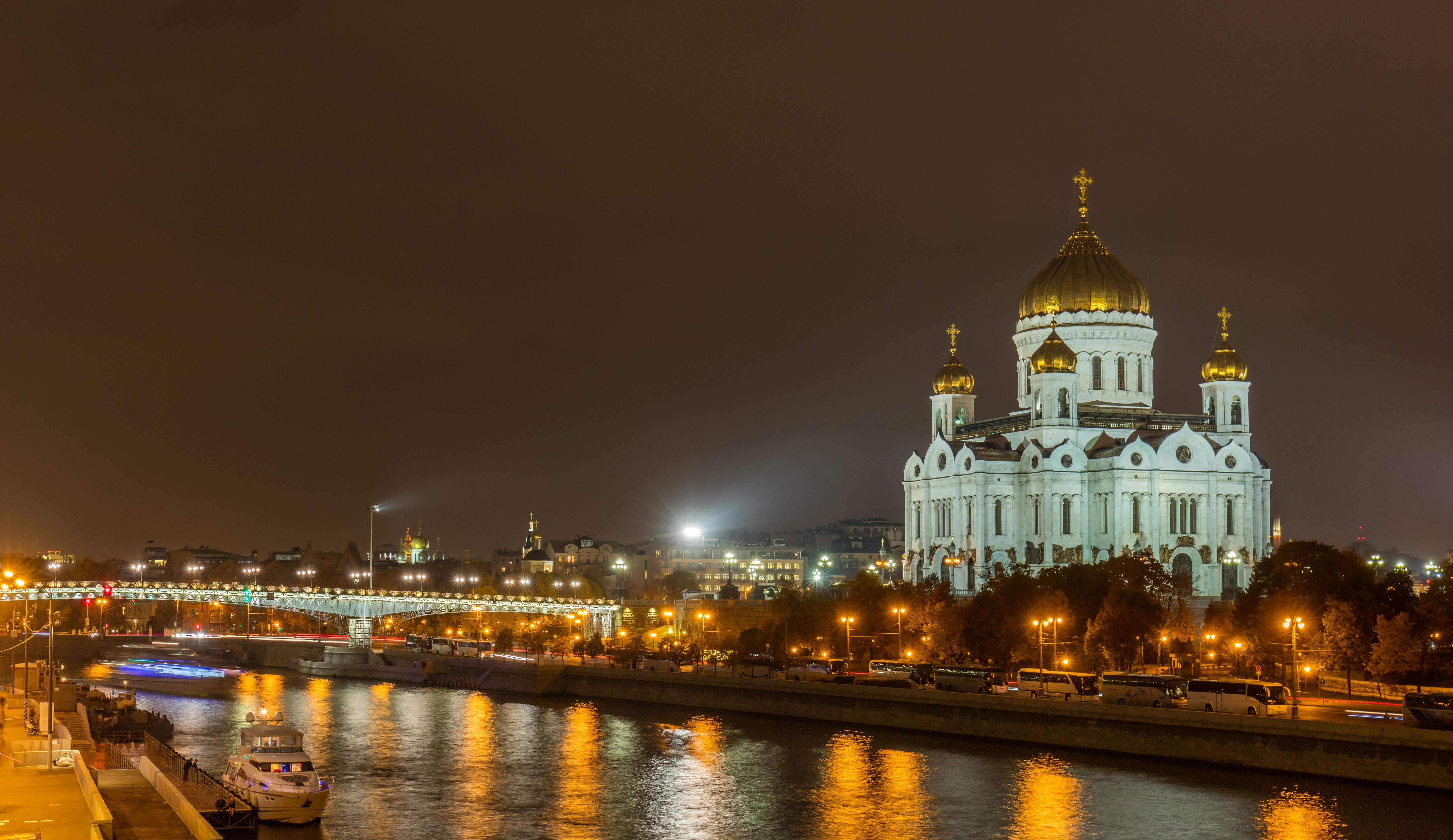
La Catedral del Cristo Salvador a orillas del río Moscova, en Moscú es el mayor templo ortodoxo del mundo y fue reconstruido durante el patriarcado de Alejo II.

Alejo fue acusado de ser agente o colaborar con la policía secreta soviética, el KGB. Bajo la URSS, el Partido Comunista (PCUS) primero no toleró a la iglesia, después la toleró y la iglesia cooperó con el régimen para sobrevivir, sometida al control del partido. Sin embargo, uno de sus mayores éxitos fue la firma, en mayo de 2007, del Acta de Comunión Canónica donde volvían a reunirse todos los miembros de la iglesia ortodoxa rusa del extranjero con la jerarquía que se habían quedado en Rusia. Putin declaró: "Después de décadas de cisma, se puede decir que no hay vencedores. Todo el mundo perdió." La iglesia ortodoxa en el exilio tenía sede en Nueva York y contaba con medio millón de fieles. Los ortodoxos en el extranjero hasta entonces consideraban traidores y colaboradores a los miembros de la iglesia que habían permanecido en el régimen soviético, cuando el jefe de la Iglesia Ortodoxa, el patriarca Sergio I declaró su lealtad al gobierno soviético..
Alejo fue criticado por tolerar el nuevo nacionalismo ruso, además de su enfrentamiento con la iglesia católica y otras cristianas acusadas de hacer proselitismo. Bajo su patriarcado, no dudo en apoyar a Yeltsin y se acusó a la iglesia de beneficiarse con exenciones fiscales por ejemplo para importar cigarrillos de Estados Unidos. En lo personal no tuvo buenas relaciones con Juan Pablo II, y sí con su sucesor, Benedicto XVI.[cita requerida] Participó en una ley en 1997 que imponía restricciones a todas aquellas religiones que no fueran las tradicionales rusas: la iglesia ortodoxa, el islam, el judaísmo y el budismo. Se opuso duramente al cisma de la iglesia ortodoxa ucraniana.
| Predecesor: Pimen I | Patriarca de Moscú 1990–2008 | Sucesor: Cirilo I |